# Meriggio musicale
Meriggio musicale (The Old Mill Pond) è un film del 1936 diretto da Hugh Harman. È un cortometraggio d'animazione della serie Happy Harmonies, distribuito negli Stati Uniti il 7 marzo 1936. Il film fu candidato all'Oscar al miglior cortometraggio d'animazione ai premi Oscar 1937, ma perse a favore de Il cugino di campagna. Il successo del corto fece sì che le "Jazz Frogs" venissero impiegate in Swing Wedding (1937) e in altri tre corti della serie con protagonista Bosko.

## Trama
In uno stagno vicino a un vecchio mulino, delle rane si esibiscono in un concerto jazz in cui gli artisti sono caricature di Cab Calloway, Fats Waller, Bill Robinson, Louis Armstrong, Stepin Fetchit, Ethel Waters e i Mills Brothers.

## Distribuzione

### Edizioni home video
Il corto è stato distribuito in DVD in America del Nord dalla Warner Home Video l'8 aprile 2008, come extra in quello di Nata per danzare.

## Accoglienza
Il corto ricevette recensioni positive. The Film Daily lo definì "una cannonata" e ne apprezzò i colori, le musiche e la tecnica. Il Motion Picture Herald lo definì "rapido, moderatamente stimolante e vivacemente divertente". Boxoffice ne sottolineò la "tecnica brillante" che risulta nel fatto che "non c'è mai un momento di noia".